# Булдир
Острів Булдир (Aleut: Idmaax) — невеликий острів у західній частині Алеутських островів (штат Аляска, США). Його довжина 6,9 км і ширина 4,0 км, площа -  19,291 км2. Булдир знаходиться далі від найближчого суходолу ніж будь-який інший острів з Алеутський острів. Його найближчими сусідами є Киска в групі Щурячих островів (109 км на схід) та Шем'я у групі Ближніж островів (103 км на захід). Острів вперше відкритий 28 жовтня 1741 р. Вітусом Берінгом під час дослідження цієї території. Він є незаселеним  і  частиною Аляскинського морского національного заповідника. 

## Геологія
Булдир є найзахіднішим з Алеутських островів, які утворилися в результаті вулканічної діяльності в кінці четвертинного періоду або в новітній час. Гірські породи, з яких утворився острів,  належать до двох різночасових генерацій. Породи старшого купола в основному складаються з олівінових базальтів, а молодший купол - з роговообманкових базальтів і базальтових андезитів. Про те, що цей острів молодший за деякі з сусідніх островів, також свідчить той факт, що на цьому острові менше видів квіткових рослин. На острові знаходяться два вулкани: вулкан Булдир, який утворює більшу частину острова, і вулкан Східного Мису (Іст-Кар), який формує північно-східну частину острова. Вершина вулкана Булдір є найвищого точкою острова (656 м). 
На острові Булдір немає гавані. Узбережжя в основному складається з крутих скель або валунних пляжів оточених скелями. Є лише одна невелика рівнинна ділянка, що примикає до відносно пологого пляжу, Норт-Байт-Біч, придатного для висадки невеликих човнів у гарну погоду. Він знаходиться на північно-західному березі острова.

## Птахи
Віддаленість острову та надзвичайна складність безпечної висадки на його березі надали Булдиру унікальну екологічну історію. Ні російські, ні американські торговці хутром не вважали, що варто докладати зусиль, щоб заселити Булдир песцем або звичайною лисицею, як це було зроблено на 190 інших Алеутських островах . Оскільки торговці хутром не висадилися, острів також уникнув заселення щурами. Як наслідок, наземні птахи Булдира продовжували своє життя непотурбовані хижими ссавцями, тоді як на інших Алеутських островах цілі види були винищені. Свобода від завезених хижаків дозволила Булдиру стати однією з найбільших і найрізноманітніших колоній для розмноження морських птахів у Північній півкулі. Під час сезону розмноження на острові проживає 4 мільйони морських птахів 21 виду. Колонії острова включають конюгу велику та конюгу-крихітку, а також іпаток, качуркових та інші види.  Це одне з чотирьох відомих місць розмноження  мартина червононогого.  Комплексне дослідження 1975 року виявило на острові 77 видів. Станом на 2019 рік було зареєстровано принаймні 116 видів птахів. Через близькість до Азії на острові Булдир було зареєстровано понад три десятки видів птахів, які рідко зустрічаються в Північній Америці. 
Булдир відіграв важливу роль у відновленні підвиду  алеутського гуся (Aleutian cackling goose, Branta hutchinsii leucopareia). Цей підвид вважався вимерлим на початку XX ст. Останнє підтверджене спостереження відбулося в 1938 році. Птахи були майже винищені через хижацтво інтродукованих щурів і лисиць, які їли як яйця, так і гусенят. У 1962 році на острові Булдир виявлена залишкова популяція з приблизно 300 особин цього підвиду. Ці гуси вижили через відсутність ссавців-хижаків. У 1967 році птах занесений до списку таких, що перебувають під загрозою зникнення, відповідно до Закону про збереження зникаючих видів 1966 року, а згодом, у 1973 році, відповідно до Закону про зникаючі види . Програма відновлення підвиду передбачала вилов гусенят на острові Булдир для розведення в неволі. Птахів, вирощених за цією програмою, було повторно розселено на Алеутські острови, які були очищені від лисиць. План відновлення спрацював, і в 2001 році алеутська гуска була вилучена зі списку видів, що перебувають під загрозою зникнення. До 2017 року налічувалося, мабуть, 150 000 алеутських гусей, більшість або, можливо, і всі з них походили від початкової популяції острова Булдир.[35]

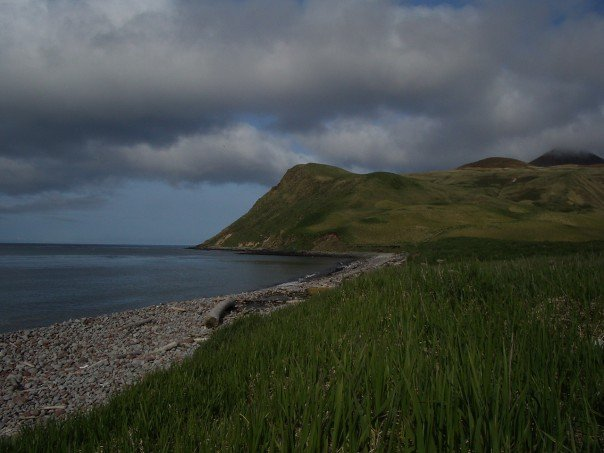
Пляж на острові Булдир